# Polyesterlijm
 Polyesterlijm is een lijm op basis van polyesters die bestaat uit een keten van esterverbindingen.
De lijmverbinding komt tot stand door polymerisatie van de esters.
Toepassingsgebieden zijn:
- Constructielijm (reparatie polyester (vorm)delen)